# Johanna Fosie

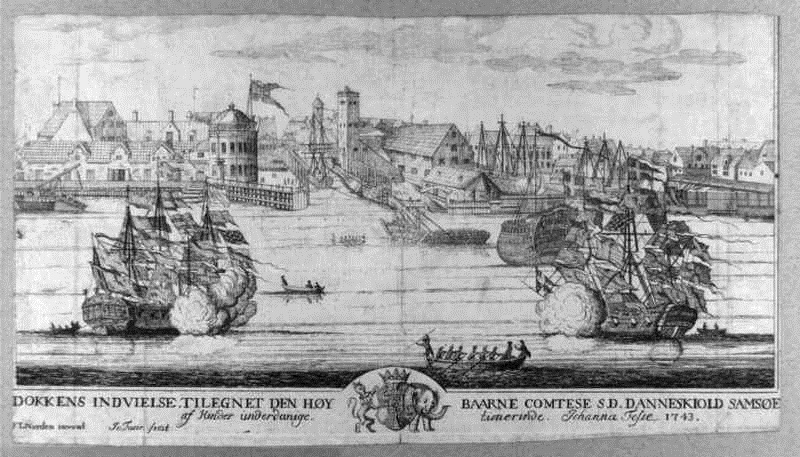
L'inauguration de la poupée, gravure sur cuivre de 1743 par Johanna Fosie. De la Bibliothèque royale.

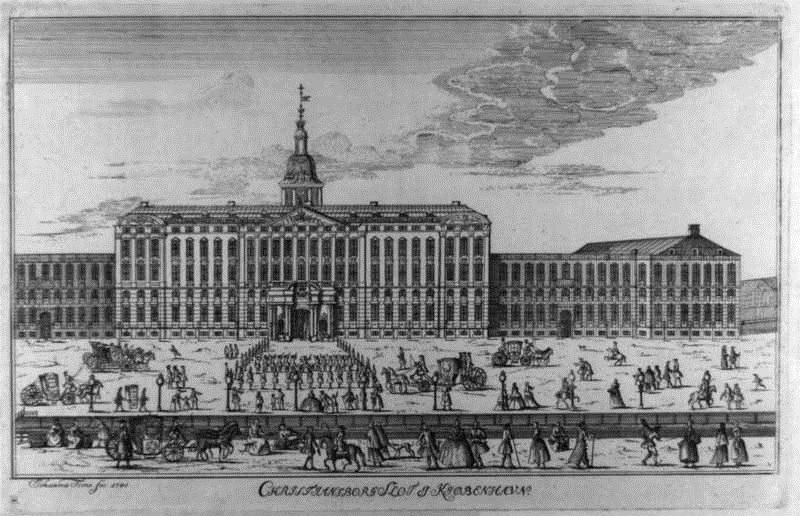
Château de Christiansborg, gravure sur cuivre de 1745.

Johanna Marie Fosie (24 mars 1726 - 19 août 1764) est une artiste peintre et graveuse danoise. Elle est la première artiste professionnelle native du Danemark. 

## Biographie
Johanna Maria Jacobsdatter Fosie, née le 24 mars 1726 à Copenhague, est l'un des quatre enfants de Jacob Fosie, miniaturiste et graveur danois, et d'Anna Dorothea née Ilsøe. Elle apprend le dessin, l'aquarelle, la gouache et la gravure sous la direction de son père, professeur de dessin au Corps des cadets de la Marine, qui tient une école de dessin privée à domicile. Elle réalise rapidement de nombreuses gravures et aquarelles. En 1741, elle réalise et signe ses premiers dessins dans un carnet publié par son père. 
En 1758, elle est représentée par Johan Hörner, un portraitise suédois actif à Copenhague,. 
Elle se marie le 1er septembre 1758 avec le prévôt Jens Eriksen Westengaard à Sverborg. Ils auront trois enfants : Louise, Frederikke Jensdatter et Otto.     
Outre ses activités artistiques qui se poursuivent après son mariage, Fosie semble avoir joué un rôle actif dans la vie culturelle de Copenhague à cette époque.    
Elle meurt le 19 août 1764 dans la paroisse de Sværdborg (da), dans la municipalité de Vordingborg et est enterrée a Sværdborg.

## Œuvres
Une partie importante des œuvres de Fosie se compose de gouaches de paysages, de représentations de la vie populaire et de bâtiments. Bien qu'ayant peu utilisé la peinture à l'huile, elle adresse au roi, en 1757, une nature morte pour laquelle elle reçoit 40 rigsdalers l'année suivante.    
Plusieurs de ses dessins sont conservés dans la collection Copperplate à Rosenborg, au Musée d'Art Industriel et dans des collections privées.